# Gizel Pene
Gizel Pene (sinh ngày 25 tháng 6 năm 2003) là một cầu thủ bóng đá nữ người Samoa thuộc Mỹ, đóng vai trò là một hậu vệ cho PanSa East.

## Sự nghiệp
Pene đã ra mắt quốc tế cho Samoa thuộc Mỹ vào ngày 24 tháng 8 năm 2018, bắt đầu từ trận đấu vòng loại OFC Women Nations Cup 2018 với Quần đảo Solomon.

## Thống kê sự nghiệp

### Quốc tế
Kể từ ngày 30 tháng 8 năm 2018
| American Samoa | American Samoa | American Samoa |
| Năm            | Số trận        | Bàn thắng      |
| -------------- | -------------- | -------------- |
| 2018           | 3              | 0              |
| Tổng           | 3              | 0              |